# Мичуринское сельское поселение (Мордовия)
Мичу́ринское се́льское поселе́ние — муниципальное образование в Чамзинском районе Мордовии Российской Федерации.
Административный центр — село Мичурино.

## История
Образовано в 2005 году в границах сельсовета.
Законом от 26 мая 2014 года, Краснопоселковское сельское поселение и одноимённый ему сельсовет были упразднены, а входившие в их состав населённые пункты были включены в Мичуринское сельское поселение и сельсовет.

## Население
| 2002 | 2010 | 2012 | 2013 | 2014 | 2015 | 2016 |
| ---- | ---- | ---- | ---- | ---- | ---- | ---- |
| 802  | ↘680 | ↘664 | ↘662 | ↘655 | ↗824 | ↘803 |
| 2017 | 2018 | 2019 | 2020 | 2021 |      |      |
| ↘797 | ↘774 | ↘753 | ↘717 | ↗725 |      |      |

## Состав сельского поселения
| №  | Населённый пункт | Тип населённого пункта | Население |
| -- | ---------------- | ---------------------- | --------- |
| 1  | Азарьевка        | деревня                | →7        |
| 2  | Александровка    | деревня                | ↘6        |
| 3  | Железный         | посёлок                | ↘4        |
| 4  | Знаменское       | село                   | ↘173      |
| 5  | Инелей           | село                   | →0        |
| 6  | Красный Посёлок  | село                   | ↘197      |
| 7  | Макеевка         | посёлок                | ↘9        |
| 8  | Мичурино         | село                   | ↘412      |
| 9  | Нагорная Вышенка | деревня                | ↘3        |
| 10 | Новоселки        | село                   | ↘88       |
| 11 | Смирновка        | посёлок                | ↘0        |